# Huvud- och halscancer

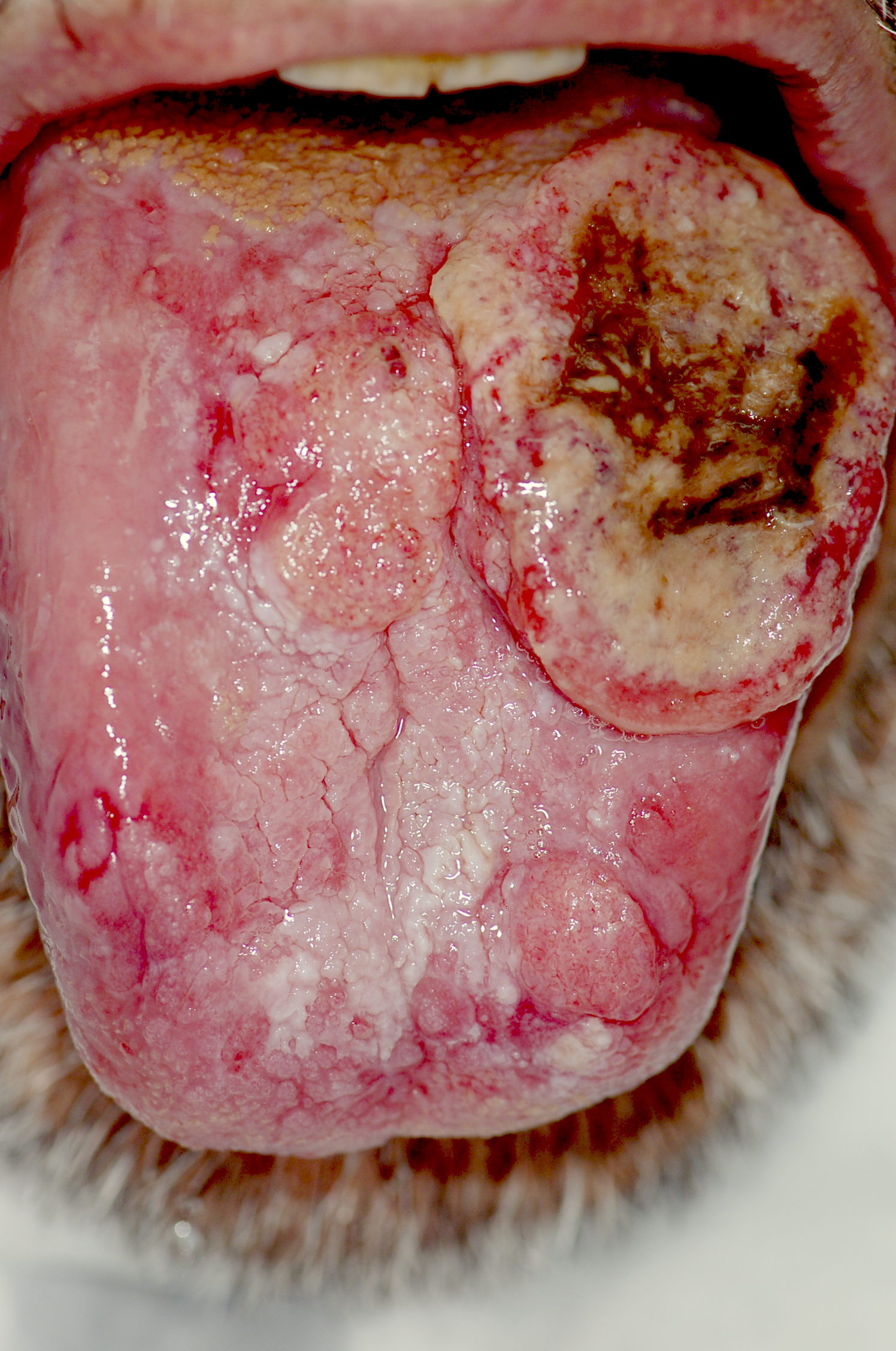
Cancer i tungan med omgivande utslag, lichen ruber planus.

Huvud- och halscancer är ett samlingsbegrepp som omfattar cancer, utgående från läpp, munhåla, näsa, bihålor, svalg, struphuvud och spottkörtlar. Begreppet innefattar även metastaser i lymfkörtlar på halsen, där man inte kunnat identifiera primärtumören, så kallad CUP (cancer of unknown primary). Prognos och behandling skiljer sig mellan de olika grupperna. 
Varje år insjuknar omkring 1300 svenskar i någon form av huvud- och halscancer. 
Viktiga riskfaktorer är rökning, alkohol och infektion med högriskstammar av humant papillomvirus (HPV).
De behandlingsalternativ som står till buds är kirurgi där tumören opereras bort, med eller utan samtidig utrymning av lymfkörtlar på halsen, strålbehandling och läkemedelsbehandling med olika typer av cytostatika och andra läkemedel. Behandlingsvalet styrs dels av hur avancerad cancern är, dels av var den är lokaliserad.